# شهرستان کویتن‌داغ
شهرستان کویتن‌داغ (به ترکمنی: Köýtendag etraby، کؤیتن‌داغ اطرابیٛ) یک شهرستان در ترکمنستان است که در استان لب آب واقع شده‌است.
تا پیش از سال ۱۹۹۹ میلادی، نام شهرستان چهارشنگه (به ترکمنی:Çarşaňňy etraby، چارشانگیٛ اطرابیٛ) رسمیت داشت. اما در آن سال، نام شهرستان، به همراه مرکز آن، به «کویتن‌داغ» تغییر پیدا کرد.
در تاریخ ۲۸ نوامبر ۲۰۱۷، شهرستان معدنلی منحل شده و اراضی آن به این شهرستان واگذار شد.
در تاریخ ۹ نوامبر ۲۰۲۲، شهرستان دولت‌لی منحل شده و اراضی آن بین این شهرستان و شهرستان خواجه‌جنگباز تقسیم شد. پیشتر از آن، در تاریخ ۲۸ نوامبر ۲۰۱۷، شهرستان بیوک ترکمن‌باشی منحل شده و اراضی آن به شهرستان دولت‌لی ملحق شده بود.

## تقسیمات اداری
شهرستان کویتن‌داغ شامل سه شهر، شش شهرک، و بیست و سیزده شورای روستایی می‌باشد.
- شهرها (şäherler / شأهرلر)
  - دوستلوق (Dostluk / دوْستلوُق)
  - کویتن‌داغ (Köýtendag / کؤیتن‌داغ)
  - معدنلی (Magdanly / ماغدانلیٛ)

- شهرک‌ها (şäherçeler / شأهرچه‌لر)
  - آمودریا (Amyderýa / آمیٛ‌دریا)
  - قارلیق (Garlyk / قارلیٛق)
    - شامل قارلیق (Garlyk / قارلیٛق)
    - کونجک (Künjek / کوٚنجک)

  - قورشون معدن کانی (Gurşun magdan käni / قوُرشوُن ماغدان کأنی)
    - شامل مس (Mes / مَس)

  - کرکی‌چی (Kerkiçi / کرکی‌چی)
  - کلیف (Kelif / کلیف)
  - موقری (Mukry / موُقریٛ)

- شوراهای روستایی (oba geňeşlikleri / اوْبا گنگشلیکلری)
  - آق‌قوم‌اولام (Akgumolam / آق‌قوُم‌اوْلام)
    - آق‌قوم‌اولام (Akgumolam / آق‌قوُم‌اوْلام)

  - بورغوچی (Burguçy / بوُرغوُچی)
    - اولام‌سرخی (Olamsurhy / اوْلام‌سوُرحیٛ)
    - حطب (Hatap / حاتاپ)
    - چاناقچی (Çanakçy / چاناقچیٛ)
    - دهقان (Daýhan / دایحان)

  - ترس (Ters / ترس)
    - ترس (Ters / ترس)

  - ترکمنستان (Türkmenistan / توٚرکمنیستان)
    - آرپه‌سای (Arpasaý / آرپاسای)
    - ایلان‌قیز (Ýylangyz / ییٛلان‌قیٛز)
    - تازه‌گویچ (Täzegüýç / تأزه‌گوٚیچ)
    - توتلی‌قاق (Tutlykak / توُتلیٛ‌قاق)
    - دوستلوق (Dostluk / دوْستلوُق)
    - ‌ سردار (Serdar / سردار)
    - قاراش‌سیزلیق (Garaşsyzlyk / قاراش‌سیٛزلیٛق)
    - لب‌آب (Lebap / لب‌آپ)
    - یاشلیق (Ýaşlyk / یاشلیٛق)

  - چهارجوی (Çärjew / چأرجو)
    - آیری‌بابا (Aýrybaba / آیریٛ‌بابا)
    - چهارجوی (Çärjew / چأرجو)
    - یورک‌تپه (Ýürekdepe / یوٚرک‌دپه)

  - داش‌رباط (Daşrabat / داش‌راباط)
    - بوز‌آریق‌اوبه (Bozarygoba / بوْزآریٛق‌اوْبا)
    - داش‌رباط (Daşrabat / داش‌راباط)
    - ساری‌میدان (Sarymeýdan / ساریٛ‌مایدان)
    - گونش‌لی (Güneşli / گوٚنش‌لی)
    - یاغتی‌لیق (Ýagtylyk / یاغتیٛ‌لیٛق)

  - ضربچی (Zarpçy / ضارپچیٛ)
    - ضربچی (Zarpçy / ضارپچیٛ)

  - قارری‌قلعه (Garrygala / قارریٛ‌قالا)
    - خواجه‌شللوک (Hojaşüllük / حوْجاشوٚللوٚک)
    - قارری‌قلعه (Garrygala / قارریٛ‌قالا)
    - گوکمی‌یار(Gökmiýar / گؤکمی‌یار)

  - قرناس (Garnas / قارناس)
    - بلخ (Balh / بالح)
    - چهارشنگه (Çarşaňňy / چارشانگّیٛ)
    - قرناس (Garnas / قارناس)
    - قره‌بخشی‌لی (Garabagşyly / قاراباغشیٛلیٛ)

  - قره‌حوض (Garahowuz / قاراحوْوض)
    - قره‌حوض (Garahowuz / قاراحوْوض)

  - کویتن (Köýten / کؤیتن)
    - بازارتپه (Bazardepe / بازاردپه)
    - تازه‌چاروا (Täzeçarwa / تأزه‌چاروا)
    - خواجه‌فیل (Hojeýpil / حوْجه‌ی‌پیل)
    - قزل‌آی (Gyzylaý / قیٛزیٛل‌آی)
    - کویتن (Köýten / کؤیتن)
    - لیلی‌مکان (Leýlimekan / لیلی‌مکان)
    - مالک (Mälik / مألیک)

  - مگجیک (Megejik / مگجیک)
    - آق‌دری (Akderi / آق‌دری)
    - شاقوندی (Şagundy / شاقوُندیٛ)
    - قوم‌پتده (Gumpetde / قوُم‌پتده)
    - مگه‌جیک (Megejik / مگه‌جیک)

  - ‌یالقیم (Ýalkym / یالقیٛم)
    - بیداق (Baýdak / بایداق)
    - ترکمنستان (Türkmenistan / توٚرکمنیستان)
    - سرخی (Surhy / سوُرحی)